# Leonardo Coelho Santos
Leonardo Coelho Santos (n. Río de Janeiro, 10 de abril de 1995) es un nadador brasileño.
En el Campeonato Mundial de Natación en Piscina Corta de 2018 en Hangzhou, China, Leonardo Santos, junto a Luiz Altamir Melo, Fernando Scheffer y Breno Correia, sorprenden al mundo ganando la medalla de oro en los 4 × 200 metros estilo libre, rompiendo el récord mundial, con un tiempo de 6:46.81. El equipo estaba conformado por jóvenes de entre 19 y 23 años, y no era favorito al oro. Él también finalizó 6.º en los 200 metros individuales, y 15.º en los 400 metros individuales.
En el Campeonato Mundial de Natación de 2019 en Gwangju, Corea del Sur, terminó en el puesto 14 en los 200m combinado.
En los Juegos Panamericanos de 2019 celebrados en Lima, Perú, ganó una medalla de plata en los 400m combinado y una medalla de bronce en los 200m combinado.
En el Campeonato Mundial de Natación en Piscina Corta de 2021 en Abu Dhabi, Emiratos Árabes Unidos, en el relevo 4 × 200 m libre, el relevo brasileño, integrado por Breno Correia, Murilo Sartori, Kaique Alves y Fernando Scheffer, obtuvo nuevamente un medalla, ahora de bronce, manteniendo el buen desempeño de 2018, cuando Brasil ganó el oro batiendo el récord mundial. Coelho Santos ganó medalla por participar en las eliminatorias de la competencia.